# Tour der irischen Rugby-Union-Nationalmannschaft nach Neuseeland 2002
| Tour der Iren nach Neuseeland 2002 | Tour der Iren nach Neuseeland 2002 | Tour der Iren nach Neuseeland 2002 | Tour der Iren nach Neuseeland 2002 | Tour der Iren nach Neuseeland 2002 |
| Übersicht                          | S                                  | G                                  | U                                  | N                                  |
| ---------------------------------- | ---------------------------------- | ---------------------------------- | ---------------------------------- | ---------------------------------- |
| Test Matches                       | 2                                  | 0                                  | 0                                  | 2                                  |
| Sonstige Spiele                    | 1                                  | 1                                  | 0                                  | 0                                  |
| Gesamt                             | 3                                  | 1                                  | 0                                  | 2                                  |
|                                    |                                    |                                    |                                    |                                    |
| Neuseeland                         | 2                                  | 0                                  | 0                                  | 2                                  |

Die Tour der irischen Rugby-Union-Nationalmannschaft nach Neuseeland 2002 umfasste eine Reihe von Freundschaftsspielen der irischen Rugby-Union-Nationalmannschaft. Sie reiste im Juni 2002 durch Neuseeland und bestritt während dieser Zeit drei Spiele. Darunter waren zwei Test Matches gegen die neuseeländische Nationalmannschaft, die beide mit Niederlagen endeten. Der einzige Sieg gelang zum Auftakt der Tour gegen die Auswahl der Heartland Championship, der zweithöchsten neuseeländischen Liga.

## Spielplan
- Hintergrundfarbe grün = Sieg
- Hintergrundfarbe rot = Niederlage

(Test Matches sind grau unterlegt; Ergebnisse aus der Sicht Irlands)
| # | Datum         | Gegner                    | Ort      | Stadion               | Ergebnis |
| - | ------------- | ------------------------- | -------- | --------------------- | -------- |
| 1 | 08. Juni 2002 | New Zealand Divisional XV | Timaru   | Alpine Energy Stadium | 56:3     |
| 2 | 15. Juni 2002 | Neuseeland                | Dunedin  | Carisbrook            | 6:15     |
| 3 | 22. Juni 2002 | Neuseeland                | Auckland | Eden Park             | 8:40     |

## Test Matches
| 15. Juni 2002 | Neuseeland                                                             | 15 : 6         | Irland                                    | Carisbrook, Dunedin Zuschauer: 30.200 Schiedsrichter: Joël Jutge (Frankreich) |
| 15. Juni 2002 | Versuche: Howlett McDonnell Erhöhungen: Mehrtens Straftritte: Mehrtens | (10:3) Bericht | Straftritte: O’Gara Dropgoals: O’Driscoll | Carisbrook, Dunedin Zuschauer: 30.200 Schiedsrichter: Joël Jutge (Frankreich) |

Aufstellungen:
- Neuseeland: Mark Hammett, Dave Hewett, Doug Howlett, Chris Jack, Leon MacDonald, Justin Marshall, Aaron Mauger, Norm Maxwell, Richie McCaw, Andrew Mehrtens, Caleb Ralph, Scott Robertson, Greg Somerville, Reuben Thorne , Tana Umaga 
 Auswechselspieler: Daryl Gibson, Jonah Lomu, Joe McDonnell
- Irland: Justin Bishop, Reggie Corrigan, Girvan Dempsey, Simon Easterby, Anthony Foley, Keith Gleeson, John Hayes, John Kelly, Gary Longwell, Geordan Murphy, Paul O’Connell, Brian O’Driscoll, Ronan O’Gara, Peter Stringer, Keith Wood  
 Auswechselspieler: David Humphreys, Malcolm O’Kelly

| 22. Juni 2002 | Neuseeland                                                                                      | 40 : 8         | Irland                                   | Eden Park, Auckland Zuschauer: 45.000 Schiedsrichter: Tappie Henning (Südafrika) |
| 22. Juni 2002 | Versuche: Holah Kelleher MacDonald (2) Ralph Erhöhungen: Mehrtens (3) Straftritte: Mehrtens (3) | (13:3) Bericht | Versuche: Longwell Dropgoals: O’Driscoll | Eden Park, Auckland Zuschauer: 45.000 Schiedsrichter: Tappie Henning (Südafrika) |

Aufstellungen:
- Neuseeland: Mark Hammett, Dave Hewett, Chris Jack, Jonah Lomu, Richie McCaw, Leon MacDonald, Justin Marshall, Aaron Mauger, Norm Maxwell, Andrew Mehrtens, Caleb Ralph, Scott Robertson, Mark Robinson, Greg Somerville, Reuben Thorne  
 Auswechselspieler: Daryl Gibson, Marty Holah, Doug Howlett, Byron Kelleher, Simon Maling, Joe McDonnell
- Irland: Justin Bishop, Reggie Corrigan, Girvan Dempsey, Simon Easterby, Anthony Foley, Keith Gleeson, John Hayes, John Kelly, Gary Longwell, Geordan Murphy, Brian O’Driscoll, Ronan O’Gara, Malcolm O’Kelly, Peter Stringer, Keith Wood  
 Auswechselspieler: Shane Byrne, Leo Cullen, David Humphreys, Alan Quinlan, Paul Wallace